# Het laatste hoofdstuk

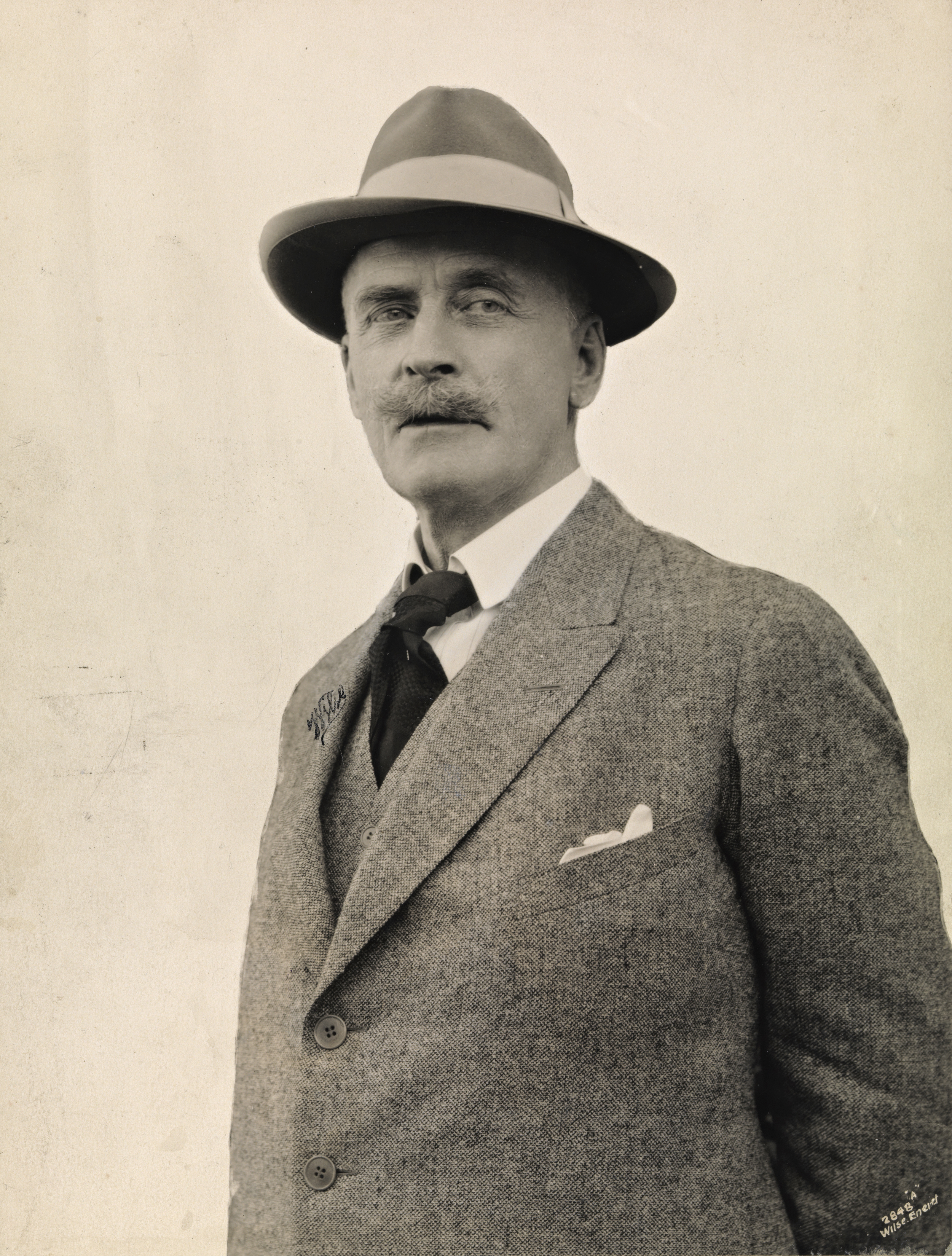
Knut Hamsun, 1927.

Het laatste hoofdstuk (Noors: Siste kapittel) is een roman van de Noorse schrijver en Nobelprijswinnaar Knut Hamsun, verschenen in 1924. 

## Intrige
“Het laatste hoofdstuk” speelt zich af rondom een nieuw Kurhotel in een klein Noors kustplaatsje. De hoofdintrige wordt gevormd door de dramatische liefdesperikelen van juffrouw Julie d’Espard (een typische Hamsun-vrouwenfiguur, heen en weer geslingerd door haar zucht naar ware liefde en het zoeken naar maatschappelijke zekerheden), die zich concentreren in een driehoeksverhouding. Het is het verhaal van haar doelbewuste pogingen een beschut bestaan te vinden voor haarzelf en –in later stadium- ook haar kind, verwekt door de man die wordt doodgeschoten door zijn rivaal Daniël. Voor de zin van het verhaal is de verhouding tussen Julie, Daniël en Leo Magnus (de “zelfmoordenaar”) van grote betekenis. Aan het slot, na de brand die het Kurhotel in de as legt, zijn zij het immers die, gehavend door schuld en in het besef van eigen beperktheid, hun “aardse taak” op de schouders nemen. Het is een overlevingssituatie op uiterst smalle basis…

## Typering
Het laatste hoofdstuk draagt duidelijk tekenen van Hamsuns pessimisme, scepticisme en cultuurkritiek. Het strak gecomponeerde boek draagt een vijfvoudig thema: 1) het zwerverschap van de mens, 2) het verval van waarden, 3) het thema van de dood als het definitieve einde, 4) de drang tot zelfbehoud (“levenswil”) en 5) het sociale thema: de tegenstelling tussen de “verderfelijke” stadse cultuur en de gezonde cultuur van de boer.
In “Het laatste hoofdstuk” keert veel van de thematiek uit de vroege werken van Hamsun terug. Doordat de verteller vooral optreedt als nuchtere observator ontstaat echter een zekere afstand. Dat laatste wordt nog verstrekt door het ontbreken van een duidelijke hoofdpersoon in de roman en daarmee beperkte identificatiemogelijkheden voor de lezer. De roman bereikt daarmee niet de brandende intensiteit van bijvoorbeeld Mysteriën en Pan. Omdat de typische Hamsuniaanse motieven echter steeds onderhuids voelbaar blijven, is "Het laatste hoofdstuk" niettemin een heel herkenbare en (meer dan de meeste van zijn plattelandsromans uit dezelfde periode) "moderne" Hamsun-roman geworden, hetgeen nog wordt versterkt door de situering in het wereldse milieu van een Kurhotel.

## Fragment
Het boek begint als volgt:
Ja, we zijn zwervers op deze aarde. We trekken door stormen en woestijnen, soms kruipen we, soms lopen we rechtop en vertrappen elkaar. Zo ging het ook Daniël, hij trapte en werd vertrapt. Nú kun je rustig naar boven klimmen, naar Torahus, waar hij woonde. Maar er is een jaar geweest dat het gevaarlijk was. Je moest een geweer meenemen en goed uitkijken. Dat duurde een paar dagen, toen was hij de baas op de berg en schoot op de mensen. Dat is lang geleden, toen we allemaal nog een stuk jonger waren..